# Iota Horologii b
Iota Horologii b es un planeta extrasolar que orbita la estrella Iota Horologii de la constelación de Horologium. Tiene un periodo orbital de 311 días y una masa mínima de 1.94 veces la de Júpiter, aunque otras mediciones astronómicas indican que el objeto puede tener en realidad 24 veces la masa de Júpiter, con lo que dejaría de ser un planeta, para pasar a ser una enana marrón. Su descubrimiento es el fruto de una prolongada investigación que comenzó en noviembre de 1992. Es el primer planeta encontrado que posee una insolación parecida a la de Venus.